# Односи Црне Горе и Словеније
Односи Црне Горе и Словеније су инострани односи Црне Горе и Републике Словеније.

## Односи
Словенија је званично признала Црну Гору 20. јуна 2006. године. Дипломатски односи између двије државе успостављени су 21. јуна 2006. године.
Словенија је прва држава која је отворила Амбасаду у Подгорици 23. јуна 2006. године.

### Дипломатски представници

#### У Љубљани
- Иван Милић, амбасадор, 2012. -[1]

#### У Подгорици
- Митја Мочник, амбасадор, 2015-[2]
- Владимир Гаспарич, амбасадор, 2011-2015[1]
- Јернеј Видетич, амбасадор, 2006-2010